# Željezno drvo (biljni rod)
Željezno drvo (lat. Metrosideros), biljni rod vazdazelenih penjačica, grmova i drveća iz porodice mirtovki (Myrtaceae). Pripada mu pedesetak priznatih vrsta. Većinom rastu pa pacifičkim državama (Novi Zeland, Nova Kaledonija, Havaji, i drugdje), a po jedan predstavnik živi i u Africi (Metrosideros angustifolia) i Južnoj Americi (Metrosideros stipularis)
Vrsta  Metrosideros stipularis (Hook. & Arn.) Hook.f., ponekad se svrstava u vlastiti rod Tepualia, kao Tepualia stipularis (Hook.f.) Griseb., ali su istraživanja potvrdila da je Metrosideros jedini predstavnik tribusa Metrosidereae

## Vrste
1. Metrosideros albiflora Sol. ex Gaertn.
2. Metrosideros angustifolia (L.) Sm.
3. Metrosideros arfakensis Gibbs
4. Metrosideros bartlettii J.W.Dawson
5. Metrosideros boninensis (Hayata ex Koidz.) Tuyama
6. Metrosideros brevistylis J.W.Dawson
7. Metrosideros cacuminum J.W.Dawson
8. Metrosideros carminea W.R.B.Oliv.
9. Metrosideros cherrieri J.W.Dawson
10. Metrosideros colensoi Hook.f.
11. Metrosideros collina (J.R.Forst. & G.Forst.) A.Gray
12. Metrosideros cordata (C.T.White & W.D.Francis) J.W.Dawson
13. Metrosideros diffusa (G.Forst.) Sm.
14. Metrosideros dolichandra Schltr. ex Guillaumin
15. Metrosideros elegans (Montrouz.) Beauvis.
16. Metrosideros engleriana Schltr.
17. Metrosideros excelsa Sol. ex Gaertn.
18. Metrosideros fulgens Sol. ex Gaertn.
19. Metrosideros gregoryi Christoph.
20. Metrosideros halconensis (Merr.) J.W.Dawson
21. Metrosideros humboldtiana Guillaumin
22. Metrosideros kermadecensis W.R.B.Oliv.
23. Metrosideros laurifolia Brongn. & Gris
24. Metrosideros longipetiolata J.W.Dawson
25. Metrosideros macropus Hook. & Arn.
26. Metrosideros microphylla (Schltr.) J.W.Dawson
27. Metrosideros nervulosa C.Moore & F.Muell.
28. Metrosideros nitida Brongn. & Gris
29. Metrosideros ochrantha A.C.Sm.
30. Metrosideros operculata Labill.
31. Metrosideros oreomyrtus Däniker
32. Metrosideros ovata (C.T.White) J.W.Dawson
33. Metrosideros paniensis J.W.Dawson
34. Metrosideros parallelinervis C.T.White
35. Metrosideros parkinsonii Buchanan
36. Metrosideros patens J.W.Dawson
37. Metrosideros perforata (J.R.Forst. & G.Forst.) A.Rich.
38. Metrosideros polymorpha Gaudich.
39. Metrosideros porphyrea Schltr.
40. Metrosideros punctata J.W.Dawson
41. Metrosideros ramiflora Lauterb.
42. Metrosideros regelii F.Muell.
43. Metrosideros robusta A.Cunn.
44. Metrosideros rotundifolia J.W.Dawson
45. Metrosideros rugosa A.Gray
46. Metrosideros salomonensis C.T.White
47. Metrosideros sclerocarpa J.W.Dawson
48. Metrosideros stipularis (Hook. & Arn.) Hook.f.
49. Metrosideros × subtomentosa Carse
50. Metrosideros tabwemasanaensis Pillon
51. Metrosideros tardiflora (J.W.Dawson) Pillon
52. Metrosideros tetragyna J.W.Dawson
53. Metrosideros tetrasticha Guillaumin
54. Metrosideros tremuloides (A.Heller) Rock
55. Metrosideros umbellata Cav.
56. Metrosideros vitiensis (A.Gray) Pillon
57. Metrosideros waialealae (Rock) Rock
58. Metrosideros whitakeri J.W.Dawson
59. Metrosideros whiteana J.W.Dawson

## Vanjske poveznice
|  | Zajednički poslužitelj ima još gradiva o temi Metrosideros |
|  | Wikivrste imaju podatke o taksonu Metrosideros             |